# Why Marry?
Why Marry? è un'opera teatrale di Jesse Lynch Williams, debuttata a Broadway nel 1917. Il dramma è stato il primo vincitore del Premio Pulitzer per la drammaturgia nel 1918.

## Trama
Helen è l'assistente di laboratorio di Ernest e teme che sposandolo lo distrarrebbe dal suo lavoro. È una donna moderna e non le importa del matrimonio, a lei va bene convivere con l'uomo che ama e la coppia decide di trasferirsi a Parigi. Suo fratello John è un tradizionalista e lui e la moglie Lucy si scandalizzano della decisione di Helen. La sorella minore di John ed Helen, anche lei chiamata Lucy, è fidanzata con un ricco vicino e dato che non ha studiato né appreso un lavoro vuole trovare nel matrimonio qualcuno che si occupi di lei. Gli zii di Helen, Lucy e John, intanto, si trovano a Reno per chiedere un divorzio, con grande dolore di loro figlio Theodore.